# Cardonal, Hidalgo
Cardonal är en ort i Mexiko.   Den ligger i kommunen Cardonal och delstaten Hidalgo, i den sydöstra delen av landet, 130 km norr om huvudstaden Mexico City. Cardonal ligger 2 042 meter över havet och antalet invånare är 659.
Terrängen runt Cardonal är huvudsakligen kuperad, men åt sydväst är den platt. Runt Cardonal är det ganska tätbefolkat, med 60 invånare per kvadratkilometer. Närmaste större samhälle är Ixmiquilpan, 18,2 km sydväst om Cardonal. Trakten runt Cardonal består i huvudsak av gräsmarker.